# Norska korståget
Det norska korståget var ett korståg som varade från 1107 till 1110, i kölvattnet av det första korståget, lett av den norske kungen Sigurd Jorsalafarare. Sigurd var den förste europeiske kung som drog på korståg till Heliga landet. Inte ett enda slag förlorades under korståget. Det norska korståget påminner mycket om tidigare vikingatåg, men målet, sett med kristna ögon, var mycket ädlare denna gång..

## Resan till Jerusalem

### Från Norge till England (1107–1108)
Sigurd och hans män seglade från Norge hösten 1107 med sextio skepp och en här på uppskattningsvis 5 000 män. Samma höst nådde de England där Henrik I var kung. Korsfararna övervintrade i England och våren 1108 satte de åter segel åt sydväst.

### Iberiska halvön (1108–1109)

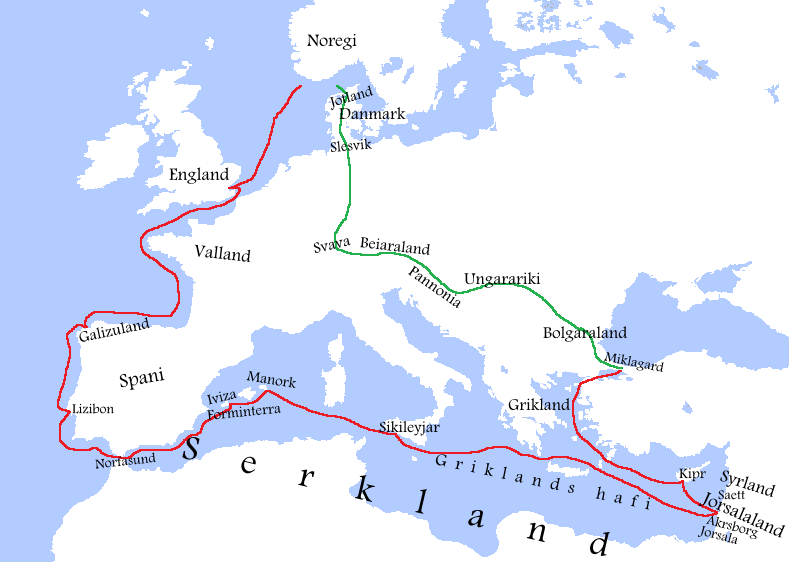
Antagen rutt för Sigurd Jorsalafarare till Jerusalem/Konstantinopel (röd linje) och tillbaka till Norge (grön linje).

Efter flera månader anlöptes staden Santiago de Compostela i Galicien där en lokal härskare lät dem stanna över vintern. Då vintern kom blev det brist på mat, vilket medförde att härskaren vägrade att sälja mat och andra varor till norrmännen. Då samlade Sigurd Jorsalafarare sina män, angrep härskarens slott och plundrade det de kunde.
Under resan stötte norrmännen på en stor piratflotta bestående av galärer som letade efter fredliga handelsskepp att överfalla. Sigurd satte kurs rätt mot piratflottan och stormade deras skepp. Inom kort hade alla piraterna antingen dödats eller flytt, och Sigurd tog åtta skepp från dem.
Efter sammanstötningen med piratflottan, anlöpte norrmännen ett slott i muslimska Al-Andalus kallat Castelo dos Mouros (dagens Sintra i Portugal). De intog slottet och dödade alla som inte lät sig döpas. Färden gick vidare till Lissabon, en "halvt kristen och halvt hednisk" stad, som låg på gränsen mellan det kristna och det muslimska Spanien. Här vann norrmännen sin tredje seger och fick med sig stora skatter.
Det fjärde slaget stod i staden Alkasse (antagligen en referens till Al Qasr). Här dödade norrmännen så många att det sades att staden lämnades tom. Även här rövade de stora skatter.

### På Balearerna (1109)
Efter att ha segrat mot ytterligare en piratflotta medan de seglade genom Gibraltar sund (Norfasund), seglade norrmännen vidare längs saracenernas land (Särkland), in i Medelhavet (Griklands hafi) och anlände till Balearerna. Vid denna tidpunkt såg den kristna världen Balearerna som en frihamn för pirater och ett slavcentrum. De norska anfallen är också de första dokumenterade anfallen mot de muslimska Balearerna.
Det första stället norrmännen ankom till var Formentera, där de stötte på en stor grupp blåmän och särker (saracener) som höll till i en håla. Slagets förlopp är det bäst dokumenterade i hela korståget och slaget är möjligtvis den enskilt största historiska händelsen i den lilla öns historia. Efter slaget ska norrmännen ha tagit med sig de värdefullaste skatter de någonsin hade rövat. Därefter angrep norrmännen Ibiza och Menorca med lyckat resultat på båda platserna. Det verkar som att norrmännen undvek att angripa den största baleariska ön Mallorca. Mallorca var år 1109 ett rikt och välbefäst centrum i taifa-kungadömet. Historier om korsfararnas succé kan ha inspirerat katalanernas och republiken Pisas erövring av Balearerna under åren mellan 1113 och 1115.

### På Sicilien (1109–1110)
Våren 1109 anlöpte flottan Sicilien (Sikileyjar) där de önskades välkomna av den regerande greven Roger II, som var i tonåren.

### I Palestina (1110)
Sommaren 1110 nådde korsfararna äntligen hamnen i Akko (Akrsborg) (eller Jaffa) och tog sig inåt land till Jerusalem (Jorsala), där de mötte den regerande kungen Balduin I. De togs väl emot och Balduin red med Sigurd till Jordanfloden och tillbaka till Jerusalem.
Norrmännen fick många skatter och reliker, bland annat bitar av det heliga kors som Jesus Kristus ska ha korsfästs på. Dessa överlämnades till norrmännen under förutsättning att de skulle fortsätta att stödja kristendomen och att relikerna togs med till Olav den heliges grav.

### Belägringen av Sayda (1110)
Då Balduin skulle ta den muslimska staden Sayda (Sætt) i Syrien (Sýrland) deltog Sigurd och hans män i belägringen. Staden togs och vasallstaten Sayda upprättades.

## Återfärden till Norge

### Till Konstantinopel (1110)
Efter att ha hjälpt Balduin med att ta Sayda seglade Sigurd och hans män till Cypern där de stannade ett kort tag, innan de satte segel mot Grekland och anlöpte en grekisk hamn som de kallade Engilsnes. Här stannade de ett tag, ty Sigurd ville vänta på sidvind, så att seglen skulle se mer imponerande ut för bysantinerna.
Då de äntligen seglade in mot Konstantinopel (Miklagård) låg skeppen så tätt att det såg ut som om seglen utgjorde ett gigantiskt segel. Invånarna i Konstantinopel kom för att se Sigurd segla in i staden och kejsar Alexios I öppnade stadsportarna för dem.

### Till Norge (1110–1113)
Då Sigurd planlade att resa hem gav han alla sina skepp till den bysantinske kejsaren. I utbyte fick han ett antal hästar så att han skulle kunna resa hem landvägen. Många av Sigurds män stannade kvar för att tjäna bysantinerna.
Sigurd drog hemöver, en resa som ska ha tagit runt tre år, från Bulgarien (Bolgaraland), genom Ungern (Ungararíki), Pannonien, Schwaben (Sváva) och Bayern (Beiaraland), där han mötte Lothar III av det tysk-romerska riket (Rómaborg). Då han anlände till Danmark togs han emot av kung Nils som förärade honom ett skepp så att han kunde segla tillbaka till Norge.

### Fotnoter
1. 1 2 3 4  Krag, Klaus. ”Sigurd 1 Magnusson Jorsalfare”. Norsk biografisk leksikon. http://www.snl.no/.nbl_biografi/Sigurd_1_Magnusson_Jorsalfare/utdypning. Läst 16 februari 2010.
2. ↑  Riley-Smith, 1986, s. 132
3. 1 2 3 4 5 6 7 8 9 10  Gary B. Doxey (1996). ”Norwegian Crusaders and the Balearic Islands”. Arkiverad från originalet den 28 april 2012. https://web.archive.org/web/20120428201936/http://www.articlearchives.com/society-social-assistance-lifestyle/religion-spirituality/1479124-1.html. Läst 16 februari 2010.